# ハローズ西古松モール
ハローズ西古松モール（ハローズにしふるまつモール）は、岡山県岡山市北区西古松西町6-5にあるショッピングセンター。

## 概要
2025年6月20日午前9時にオープンする。ハローズでは珍しい、エンクローズドモール型・2階建ての店舗を予定している。岡山県、ハローズモール内初出店となるStandard Productsが入居する予定。

## 沿革
- 2025年
  - ハローズの食品売場のみ 6月20日午前9時にオープンした。
  - おたからやとくすりのレデイ以外のテナントは6月26日にオープンした

## テナント
- ハローズ（スーパーマーケット）
- ファッションセンターしまむら（衣料品店）
- 西松屋（ベビー・子供用品店）
- ダイソー（100円ショップ）
- Standard Products（300円ショップ）
- THREEPPY（300円ショップ）
- ピュアクリーニング（クリーニング）
- おたからや（リサイクルショップ）
- レシオボディデザイン（スポーツジム）
- おおもとフレンド歯科（歯科医院）
- くすりのレデイ（2025年11月頃オープン予定）